# Mesene sardonyx
Mesene sardonyx is een vlindersoort uit de familie van de prachtvlinders (Riodinidae), onderfamilie Riodininae.
Mesene sardonyx werd in 1910 beschreven door Stichel.